# Aeschynomene nilotica
Aeschynomene nilotica är en ärtväxtart som beskrevs av Paul Hermann Wilhelm Taubert. Aeschynomene nilotica ingår i släktet Aeschynomene och familjen ärtväxter. Inga underarter finns listade i Catalogue of Life.